# Skeggi Björnsson
No confundir con Skegg-Broddi Bjarnasson.
Skeggi Björnsson (n. 886) fue un vikingo y bóndi de Reykir, Miðfjörð, Vestur-Húnavatnssýsla en Islandia. Era hijo del colono noruego Björn Skeggjason. Es un personaje citado en la saga de Njál, saga de Grettir, y saga Þórðar hreðu. Se casó con Ingibjörg Grímsdóttir (n. 890), y de esa relación nacieron cinco hijos, dos hembras: Hródný (n. 905) que sería esposa de Þórðr Óleifsson y Þorbjörg (n. 914); y tres varones, Kollur (n. 920), Árnsteinn (n. 922) y Eiður Skeggjason. Según Landnámabók Skeggi fue un próspero vikingo que consiguió saquear la tumba de Hrólfr Kraki, durante sus embestidas en Dinamarca, y logró hacerse con la mítica espada Skofnung. Skeggi prestó la espada a Kormákr Ögmundarson para un duelo, y más tarde su hijo Eiður la presta a Þorkell Eyjólfsson, que a su vez se la pasaría a su hijo Gellir Þorkelsson, pero este último moriría en Dinamarca de regreso de su peregrinación a Roma y la espada no regresaría a Islandia.

## Reykjavík,sigloX
Según Landnámabók, hubo otro Skeggi Bjarnason (o Björnsson, n. 981) en Gullbringu, Reikiavik, nacido hacia finales del siglo X. Era hijo de Bjarni Þorsteinsson (n. 962), que es un personaje de la saga Flóamanna. Se casó con Halldóra Grímsdóttir (n. 995) y fruto de esa relación nacieron cuatro hijos:
- Halldóra Skeggjadóttir (n. 1032), que se casó con Sigmundur Þorgilsson (1040 - 1118) y fueron padres de Jón Sigmundsson (1072 - 1164), que a su vez sería padre de Ormur Jónsson Svínfellingur.
- Markús Skeggjason
- Þórarinn Skeggjason
- Þorgils Skeggjason (n. 1040)